# كيني روبنسون (لاعب كرة قاعدة)
كيني روبنسون (بالإنجليزية: Kenny Robinson)‏ هو لاعب كرة قاعدة أمريكي، ولد في 3 نوفمبر 1969 في باربرتون في الولايات المتحدة، وتوفي في 28 فبراير 1999 في توسان في الولايات المتحدة.

## وصلات خارجية
- كيني روبنسون على موقعبيزبول رفرنس.كوم (الدوري الرئيسي) (الإنجليزية)
- كيني روبنسون على موقعبيزبول رفرنس.كوم (الدوري الثانوي) (الإنجليزية)